# Habia rubica
Habia rubica là một loài chim trong họ Cardinalidae.